# 马铃薯巴布卡
马铃薯巴布卡是一种带咸味的食物，主要流行于白俄罗斯。
它由措碎的马铃薯、洋葱、鸡蛋、烟肉制成。一般是放在瓦罐中烤制。根据烹饪方法的不同，既可以做成薄薄的马铃薯派，亦可制成比较厚的马铃薯布丁。